# Amsterdam Heavy
Amsterdam Heavy is een Amerikaanse actiefilm uit 2011, opgenomen in Nederland. De film werd geregisseerd door Michael Wright.

## Verhaal
De film vertelt het verhaal van een crimineel die op een meedogenloze zoektocht is naar wraak. Hij smokkelt zichzelf naar zijn geboortestad Amsterdam. Aldaar aangekomen gaat hij op rooftocht door de Nederlandse hoofdstad om diegenen te vinden die hem hebben verraden.

## Rolverdeling
| Acteur           | Personage       |
| ---------------- | --------------- |
| Rik Sinkeldam    | JD              |
| Alison Carroll   | Monique Lander  |
| Michael Madsen   | Martin Keele    |
| Jeroen Post      | Gunter Weiss    |
| Fajah Lourens    | Agent Brandt    |
| Semmy Schilt     |                 |
| Alistair Overeem |                 |
| Marloes Coenen   |                 |
| Horace Cohen     | Jansen          |
| Dorien Rose      | Zoë             |
| Jörgen Raymann   | Dr. Sunil       |
| Chloé Henry      | Chloé           |
| Gökhan Saki      |                 |
| Fernando Halman  | Denny de Dealer |

## Muziek
De single Nothing 2 Lose van Ray & Anita is de titelsong van de film. De bijbehorende videoclip werd opgenomen in Amsterdam en staat op de dvd van de film.

## Uitgave
De film beleefde zijn wereld première op 16 mei 2011 in het filmfestival van Cannes te Frankrijk.
Later verscheen Amsterdam Heavy op dvd en blu-ray in verschillende landen, waaronder Amerika, Engeland, Nederland, Duitsland, China en Frankrijk.